# OHM Professional School
Die OHM Professional School (OPS) ist das Institut für berufsbegleitende Weiterbildung der Technischen Hochschule Nürnberg.  Aktuell werden über 20 berufsbegleitende, zum Teil auch internationale, Weiterbildungen angeboten. Die Weiterbildungen sind auf die Kompetenzfelder Betriebswirtschaft, Informationstechnologie, Versorgungstechnik und Sozialwissenschaften ausgerichtet. Hier werden Master- und Bachelorstudiengänge sowie Zertifikatslehrgängen, Seminare, Fachtagungen, Kolloquien, Konferenzen und verschiedene Inhouse-Seminare angeboten.

## Geschichte
Im Jahr 2016 wurde die OPS als eigenständiges Institut der Technischen Hochschule Nürnberg gegründet. Dazu fusionierten die beiden bereits existierenden Institutionen GSO-MI und Verbund IQ, deren Lehrangebote seitdem unter dem Namen der OHM Professional School angeboten werden. Die Studien- und Lehrgänge sowie Seminare werden berufsbegleitend angeboten. Die OPS arbeitet mit rund 100 Professoren der TH Nürnberg und anderen Hochschulen sowie etwa 100 Führungskräften aus der Wirtschaft zusammen.
Im Jahr 2000 wurde der Verbund Ingenieur Qualifizierung gGmbH (Verbund IQ) als Tochter der TH Nürnberg gegründet. Die gemeinnützige Gesellschaft war speziell ausgerichtet auf den Weiterbildungsbedarf von technischen Fach- und Führungskräften.
Ab 2002 wurde die Reihe der Nürnberger Kolloquien ins Leben gerufen. Aufgeteilt in die Themengebiete Brandschutz, Kanalsanierung und Trinkwasserversorgung. Begleitend zu den Veranstaltungen finden Hausmessen mit bis zu 40 Ausstellern statt.
Das Georg-Simon-Ohm Management-Institut (GSO-MI)  wurde im Jahr 2002 als eigenständige Institution der TH Nürnberg gegründet und auf akademische Weiterbildungen im wirtschaftswissenschaftlichen Bereich für alle Weiterbildungsaktivitäten des Fachbereichs Betriebswirtschaft spezialisiert.

## Portfolio
- Angewandte Mathematik, Physik und Allgemeinwissenschaften
- Bauingenieurwesen
- Betriebswirtschaftslehre
- Brandschutz
- Informationstechnik (IT)
- Innovation und Digital Leadership
- Maschinenbau und Versorgungstechnik
- Sozialwissenschaften
- Werkstofftechnik

Neben dem Studienangebot, bietet die OPS zudem Zertifikatslehrgänge, Fachtagungen, (Firmen-)Seminare sowie Konferenzen an.

## Studienangebot

### Bachelorstudiengänge
- Berufsbegleitender Bachelor Betriebswirtschaft (BBB)

### Masterstudiengänge
- MBA in General Management
- Einkauf und Logistik / Supply Chain Management
- Einkauf & Supply Management
- Facility Management
- Software Engineering & Informationstechnik
- Beratung & Coaching

### Zertifikatslehrgänge
- Betriebswirtschaft für Ingenieure und andere Nicht-Wirtschaftler
- Digitalisierung
- Beschaffung & Supply Chain Management
- Einkaufscontrolling
- Lieferantenauswahl-  & Vergabemanagement
- Logistik und Supply Chain Management
- Facility Management
- IT-Security Engineering
- Softwareentwicklung
- Usability Engineering

## Kooperationen
Kooperationen finden u. a. statt mit den Hochschulen München und Hof, der IHK Mittelfranken und dem Verband der Metall- und Elektroindustrie, mit der GEFMA und mit regionalen und überregionalen Unternehmen wie unter anderem DATEV, Siemens und Vibracoustic.
In Zusammenarbeit mit der Barry University (Miami) wird ein Double Degree und mit der Zhejiang University (China) ein Joint Degree angeboten.